# Danielson
Den här artikeln handlar om kommundelen Danielson, för bandet Danielson, se Danielson Famile.
Danielson är en kommundel (borough) i Killingly i Windham County i delstaten Connecticut, USA med cirka 4 265 invånare (2000). Den har enligt United States Census Bureau en area på totalt 3,2 km² varav 0,3 km² är vatten.